# Saltsyre
Hydrogenchlorid er en meget letopløselig gas, hvis vandige opløsninger kaldes saltsyre. Da det er en stærk syre, er så godt som alle hydrogenchloridmolekyler i saltsyre dissocieret til kloridioner og hydrogenioner: Sådanne opløsninger kan have en pH, der er lavere end 0. Saltsyre kan købes i byggemarkeder i en koncentration på 30 procent.

## Fremstilling
Hydrogenchlorid kan fremstilles ved at blande NaCl og NaHSO4 og derefter opvarmes som vist på billedet. Gassen der stiger til vejrs er HCl og materialet der er tilbage er saltet Na2SO4.

## Tekniske anvendelser
Aqua regia (også kaldet kongevand) er en blanding af saltsyre og salpetersyre, og dette er et af de få reagenser, der kan opløse guld og platin.
Saltsyre bruges også til afsyring af murværk.

## Sundhed og sygdom
Den stærkt sure fordøjelsesvæske i den menneskelige mave består af saltsyre samt enzymer, der deltager i nedbrydning af proteiner i maden.